# Кросс-Маунтен (Техас)
Кросс-Маунтен (англ. Cross Mountain) — переписна місцевість (CDP) в США, в окрузі Беар штату Техас. Населення — 3944 особи (2020).

## Географія
Кросс-Маунтен розташований за координатами 29°39′8″ пн. ш. 98°39′22″ зх. д. / 29.65222° пн. ш. 98.65611° зх. д. (29.652350, -98.656213).  За даними Бюро перепису населення США в 2010 році переписна місцевість мала площу 17,44 км², з яких 17,43 км² — суходіл та 0,01 км² — водойми.

## Демографія
Згідно з переписом 2010 року, у переписній місцевості мешкали 3124 особи в 1060 домогосподарствах у складі 893 родин. Густота населення становила 179 осіб/км².  Було 1105 помешкань (63/км²).
Расовий склад населення:
| - 85,2 % — білих - 3,3 % — чорних або афроамериканців - 2,7 % — азіатів - 0,4 % — корінних американців - 0,1 % — вихідців з тихоокеанських островів - 4,9 % — осіб інших рас |

До двох чи більше рас належало 3,4 %. Частка іспаномовних становила 28,1 % від усіх жителів.
За віковим діапазоном населення розподілялося таким чином: 28,0 % — особи молодші 18 років, 61,2 % — особи у віці 18—64 років, 10,8 % — особи у віці 65 років та старші. Медіана віку мешканця становила 39,1 року. На 100 осіб жіночої статі у переписній місцевості припадало 97,1 чоловіків;  на 100 жінок у віці від 18 років та старших — 97,5 чоловіків також старших 18 років.
Середній дохід на одне домашнє господарство  становив 164 754 долари США (медіана — 149 145), а середній дохід на одну сім'ю — 173 344 долари (медіана — 150 682). За межею бідності перебувало 4,2 % осіб, у тому числі 0,0 % дітей у віці до 18 років та 2,8 % осіб у віці 65 років та старших.
Цивільне працевлаштоване населення становило 1256 осіб. Основні галузі зайнятості: науковці, спеціалісти, менеджери — 22,8 %, освіта, охорона здоров'я та соціальна допомога — 16,9 %, фінанси, страхування та нерухомість — 13,5 %, роздрібна торгівля — 11,4 %.